# Font de Vilancòs
La Font de Vilancòs és una font del terme municipal de Sarroca de Bellera (antic terme ribagorçà de Benés), del Pallars Jussà, dins del territori del poble de Vilancòs.
Està situada a 1.382 m d'altitud, al nord-oest de Vilancòs, al vessant sud-oest de la Serra de la Pala, a l'esquerra de la llau de la Solana.